# Villa El Carmen
Villa El Carmen là một khu tự quản thuộc tỉnh Managua, Nicaragua. Khu tự quản Villa El Carmen có diện tích 562 ki lô mét vuông. Đến thời điểm năm 2005, huyện Villa El Carmen có dân số 27449 người.